# Fiona Crawley
Fiona Maeve Crawley (San Antonio, Texas, 7 de febrero de 2002) es una tenista estadounidense. Jugando tenis universitario para los North Carolina Tar Heels. Ganó el Campeonato de Dobles de la NCAA del 2023 con Carson Tanguilig.

## Primeros años y carrera
Nacida en San Antonio, Texas, Crawley empezó a jugar tenis desde los seis hasta los nueve años mientras vivía en Okinawa, Japón, donde su padre, Peter, estaba estacionado como miembro de la Fuerza Aérea de los Estados Unidos. Proviene de una familia atlética: su padre jugaba fútbol en Michigan State y ella solía entrenar con sus hermanos mayores, Liam y Solène, quienes luego jugaron tenis en Trinity y Colorado State respectivamente.
Una vez descrita como una «prodigio del tenis», Crawley fue la tenista número uno en Texas en su grupo de edad desde los diez años. Mientras asistía a la escuela secundaria Alamo Heights en San Antonio, encontró el éxito en varios eventos juveniles nacionales. En 2017, ganó los campeonatos nacionales de tierra batida para niñas de 16 años de la Asociación de Tenis de los Estados Unidos (USTA) y los campeonatos nacionales de invierno de 18 años de la USTA, y terminó subcampeona en el evento sub-16 del Orange Bowl. En 2018, después de ganar el evento sub-18 de Texas Slam y los Campeonatos Nacionales de 16 años de USTA Billie Jean King Girls, obtuvo un comodín en el cuadro juvenil del US Open, pero perdió en la primera ronda. En el ITF Junior Rankings, Crawley alcanzó el puesto 294 el 14 de diciembre de 2020. A nivel nacional, fue considerada la recluta de tenis número 1 de la clase de 2020.

## Carrera universitaria
En 2020, Crawley comenzó a jugar tenis universitario en la Universidad de Carolina del Norte en Chapel Hill, donde se especializa en inglés y literatura comparada. En su primer año, compiló un récord individual 30–1, ayudando a Carolina del Norte a ganar el Campeonato ACC y, por primera vez, mantener el primer puesto en el Campeonato por equipos de la NCAA de 2021, donde llegaron a las semifinales. Como estudiante de segundo año en 2021-22, Crawley lideró la División I en victorias individuales con un récord de 47–7, principalmente jugando en el puesto número 4 para Carolina del Norte, y terminó la temporada en el puesto 32 en la clasificación D-1; además, ella y su compañera de equipo Elizabeth Scotty ocuparon el puesto número 1 en dobles en un punto a mitad de temporada. En los Campeonatos de la NCAA de 2022, donde Carolina del Norte retuvo el primer sembrado y nuevamente llegó a las semifinales por equipos, una Crawley no sembrada llegó a las semifinales del grupo individual.

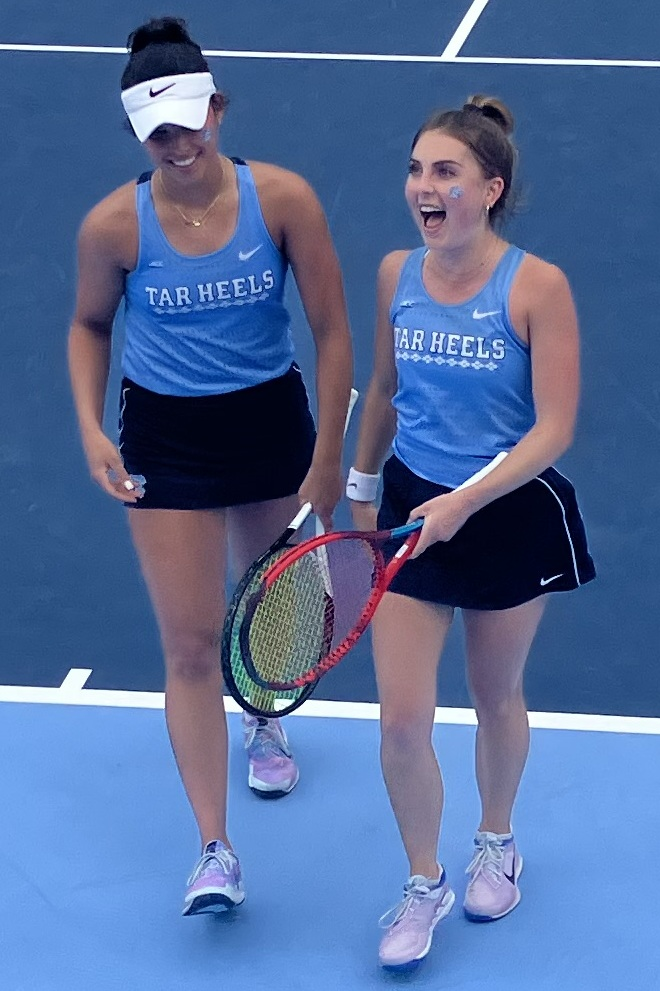
Crawley y Carson Tanguilig ganaron el Campeonato de Dobles de la NCAA de 2023.

En el otoño de 2022, mientras permanecía invicta 17–0 en los torneos de la Asociación Intercolegial de Tenis (ITA), Crawley alcanzó el ranking de singles número 1 del tenis D-1 por primera vez el 16 de noviembre de 2022. Carolina del Norte dominó en la primavera de 2023, quedando invicto en la temporada regular. Se vengaron de su única derrota, ante su rival North Carolina State en el Campeonato ACC, en los Campeonatos de la NCAA de 2023, donde ganaron su primer título de equipo nacional. Crawley venció a Alana Smith de NC State 6–2, 7–6, en su partido de individuales en la final. Su récord de individuales este año fue 47–3, con sus únicas derrotas ante Lea Ma de Georgia y Diana Shnaider de NC State (en la final de ACC) y Amelia Rajecki (en los octavos de final del evento de individuales de la NCAA). Aunque jugó la mayor parte del año en el puesto No. 1 del equipo, cambió con la No. 2 Reese Brantmeier para jugar en la NCAA, uno de varios cambios en la alineación que «valió la pena». En dobles, Crawley se asoció principalmente con el estudiante de segundo año Carson Tanguilig. En el otoño, ganaron un torneo regional y llegaron a una final nacional, lo que devolvió a Crawley al puesto número 1 en dobles con un segundo compañero. Al final de la temporada ganaron el Campeonato de Dobles de la NCAA, venciendo a sus compañeros de equipo Scotty y Brantmeier en la final.
Crawley ha jugado escasamente en eventos de nivel profesional, lo que lo llevó a una clasificación de la Federación Internacional de Tenis (ITF) de 1069, la más alta de su carrera, desde el 9 de marzo de 2020. Hizo su debut en el WTA Tour en el Abierto de Charleston de 2023, donde recibió un comodín en el cuadro principal de individuales, pero perdió en la primera ronda ante Alizé Cornet, 6–0, 6–2.